# La vittoria di Wellington
La vittoria di Wellington o La battaglia di Vittoria (titolo originale in tedesco: Wellingtons Sieg oder die Schlacht bei Vittoria), op. 91, è una composizione orchestrale di Ludwig van Beethoven del 1813.

## Storia
La composizione era stata creata inizialmente per un particolare strumento meccanico, il Panarmonicon, una sorta di grande organetto di Barberia ideato dall'ingegnere e inventore Johann Nepomuk Mälzel, strumento che poteva ricreare perfettamente il suono di fiati, archi e percussioni. Nel 1813 Mälzel aveva commissionato a Beethoven un'opera per il Panarmonicon che celebrasse la Battaglia di Vitoria; il compositore accettò subito l'incarico per la somma di 50 ducati e in circa due mesi, tra ottobre e novembre, terminò il lavoro sotto la supervisione dell'inventore che fornì anche gli inni nazionali e i segnali di battaglia da includere nella partitura. Il Panarmonicon non riuscì però a sopportare la struttura complessa della partitura e Mälzel chiese a Beethoven di riscrivere il brano per un vera orchestra.
La composizione, realizzata per celebrare il trionfo militare di Wellington su Giuseppe Bonaparte nella Battaglia di Vitoria del 21 giugno 1813 fu eseguita per la prima volta durante due concerti di beneficenza per i soldati feriti durante la battaglia di Hanau, e rimasti invalidi, l'8 e il 12 dicembre 1813 a Vienna, in cui ebbe luogo anche la prima esecuzione della Sinfonia n. 7. Le composizioni ottennero un grandissimo riscontro, tanto che l'Allegretto della sinfonia dovette essere ripetuto, ma il vero successo lo ebbe soprattutto il Wellington Sieg con i suoi colpi di cannone. La prima esecuzione dell'8 dicembre fu un'occasione, pressoché unica nella storia della musica, di collaborazione fra musicisti; infatti, oltre a Beethoven stesso come direttore d'orchestra, parteciparono Spohr al violino, Moscheles ai timpani, Meyerbeer ai piatti, Hummel alla grancassa e anche l'anziano Salieri ad altre percussioni. Il concerto fu poi replicato tre settimane più tardi e ancora il 27 febbraio 1814, questa volta in programma con la Sinfonia n. 8 e il terzetto Tremate, empi, tremate op. 116.
La Settima sinfonia e il Wellingtons Sieg furono anche eseguiti il 29 novembre 1814, durante il Congresso di Vienna, in una sala dell'Hofburg gremita da seimila invitati, fra i quali tutti i sovrani presenti al congresso. Fu un momento trionfale per il compositore, che portò personalmente gli inviti ai sovrani.
Fu anche grazie al grande successo de La vittoria di Wellington che in quegli anni Beethoven raggiunse l'apice della sua popolarità; si aprì però una disputa tra il compositore e Mälzel sui diritti d'autore dell'opera, una controversia che durò quasi quattro anni finché i diritti vennero definitivamente riconosciuti a Beethoven.

## Struttura e analisi

### Prima parte
La battaglia
- Marcia: Rule Britania (Mi bemolle maggiore)
- Marcia: Marlborough (Do maggiore)
- Marcia di carica - Allegro (Si maggiore)

### Seconda parte
Sinfonia di Vittoria
- Allegro ma non troppo (Re maggiore). Allegro con brio (Do maggiore)

Le due sezioni dell'opera si susseguono senza soluzione di continuità. La battaglia prende avvio con "i rulli di tamburo da parte inglese" a cui seguono le trombe con sonori squilli; una marcia cadenzata, Rule Britannia, viene presentata da flauti, clarinetti, corni, fagotti e trombe. Altri tamburi e altre trombe introducono la risposta francese. La canzone di Marlbough seguente vede l'orchestra con in più la presenza di archi, piatti e grancassa. La battaglia vera e propria è rappresentata da un Allegro seguito da un Meno allegro a ritmo sostenuto di galoppo per giungere quindi a una Marcia d'assalto. La riproposta de La canzone di Marlbough con toni sommessi rende l'idea della disfatta dei francesi. La seconda parte propone un tema deciso che si trasforma in marcia con l'introduzione della melodia di God Save the King, in Andante prima poi in tempo di Minuetto per arrivare alla conclusione con una fuga.
La Vittoria di Wellington è un brano di musica a programma, con vari suoni ricreati artificiosamente per riprodurre i rumori tipici di una battaglia militare, tra cui cannonate, fucilate e fanfare, quanto di più lontano dall'ideale sinfonico di quel periodo.
Nonostante il suo grande e immediato successo, oggi si fa addirittura fatica a concepire questa composizione come opera di Beethoven, ed è considerata come una delle sue opere più particolari e più "commerciali". Lo stesso Beethoven non si era fatto certo illusioni sulla qualità del lavoro, il suo interesse, al di là dell'evento patriottico, era volto a far conoscere la sua Settima sinfonia, presentata nella stessa occasione.

## Organico
La composizione prevede un organico orchestrale di grandi dimensioni costituito da:
ottavino, due flauti, due oboi, due clarinetti, due fagotti, quattro corni, sei trombe, tre tromboni, timpani, percussioni comprendenti, oltre a triangolo, piatti, grancassa, tamburo, anche moschetti e altri dispositivi atti a realizzare effetti sonori della battaglia; archi (violini I e II, viole, violoncelli, contrabassi)